# Société des Fils de la Liberté
Pour les articles homonymes, voir Les Fils de la liberté.
La Société des Fils de la Liberté est une organisation paramilitaire fondée en septembre 1837 au Bas-Canada par de jeunes partisans du Parti patriote devenus impatients face à la lenteur du progrès du mouvement de réforme constitutionnelle et parlementaire. L'organisation tient son nom de l'organisation américaine Sons of Liberty, fondée par Samuel Adams durant la révolution américaine. 

## Histoire
La Société des Fils de la Liberté tient sa première assemblée publique le 5 septembre et commence à recruter des hommes pour former des milices. Une assemblée publique sera tenue chaque lundi par la suite. La société publie un manifeste le 4 octobre et adopte un hymne national pour le Canada. 
L'organisation a deux sections : une civile, dirigée par André Ouimet, Louis-Joseph Papineau et Edmund Bailey O'Callaghan et une autre militaire, dirigée par Thomas Storrow Brown. 
Au moment de l'apparition des Fils de la liberté, plusieurs associations de loyalistes étaient déjà en activité, dont le Doric Club. À l'Assemblée de Six-Comtés, le 23 octobre, la foule sanctionne les Fils de la Liberté. 
La société a disparu le 6 novembre, peu de temps après sa confrontation avec le Doric Club. 
L'ordre d'arrestation émis par le gouverneur Gosford le 16 novembre nomme plusieurs membres de la société dont Papineau, O'Callaghan, Brown et Ouimet. Les Fils de la liberté seront nombreux à avoir participé aux conflits armés de 1837 et aux deux tentatives d'invasion du Bas-Canada en 1838.

## Voir également